# Klubbb3
Klubbb3, también estilizado como KLUBBB3, es un trío vocal de música schlager, compuesto por el alemán Florian Silbereisen, el neerlandés Jan Smit, y el belga Christoff De Bolle.
La fundación del grupo fue anunciada por Silbereisen en 2015. El álbum de debut del grupo, titulado Vorsicht unzensiert!, se publicó en 2016, y se certificó con un disco de platino en Alemania. Sus siguientes álbumes, Jetzt geht’s richtig los! (2017) y Wir werden immer mehr! (2018) lograron encabezar la lista oficial de ventas en Alemania, y fueron certificados respectivamente con un disco de platino y un disco de oro.

## Discografía

### Álbumes
- Vorsicht unzensiert! (2016)
- Jetzt geht’s richtig los! (2017)
- Wir werden immer mehr! (2018)